# Subpolarklima
Subpolarklima er en variant af polarklima. Årets gennemsnitstemperatur er også her under 0° C, men det dækker over en større variation med koldere vintre og varmere somre, så gennemsnitstemperaturen i den varmeste måned her når op over 10° C.
| Artikelstump | Spire Denne meteorologi eller vejr-relaterede artikel er en spire som bør udbygges. Du er velkommen til at hjælpe Wikipedia ved at udvide den. |